# Zastavnik
Zastavnik, najviši dočasnički ili prvi časnički čin u nekim vojskama. Također, zvanje osobe koja nosi zastavu u stroju, obično birane iz redova najboljih, odlikovanih dočasnika. U Kraljevskom hrvatskom domobranstvu zastavnik je od 1868. do 1918. bio najmlađi časnički čin, a u Oružanim snagama RH čin zastavnika bio je uveden kao prvi časnički čin 1992., ali je 2004. ukinut.